# Val Mesolcina
La Val Mesolcina, o semplicemente Mesolcina (in romancio Val Mesauc, in tedesco Misox), è una valle della Svizzera Italiana quasi interamente compresa nel Grigioni italiano con l'eccezione dei comuni di Lumino e parzialmente quello di Arbedo-Castione, facenti parte del Canton Ticino. Si trova a Sud delle Alpi confinante a Est con l'Italia, a Sud con il Canton Ticino, a Ovest con la Valle Calanca e a Nord con la valle del Reno posteriore. In altitudine passa dai 260 m s.l.m. del Piano di San Vittore ai 3270 m s.l.m. del Pizzo Tambò.

## Storia

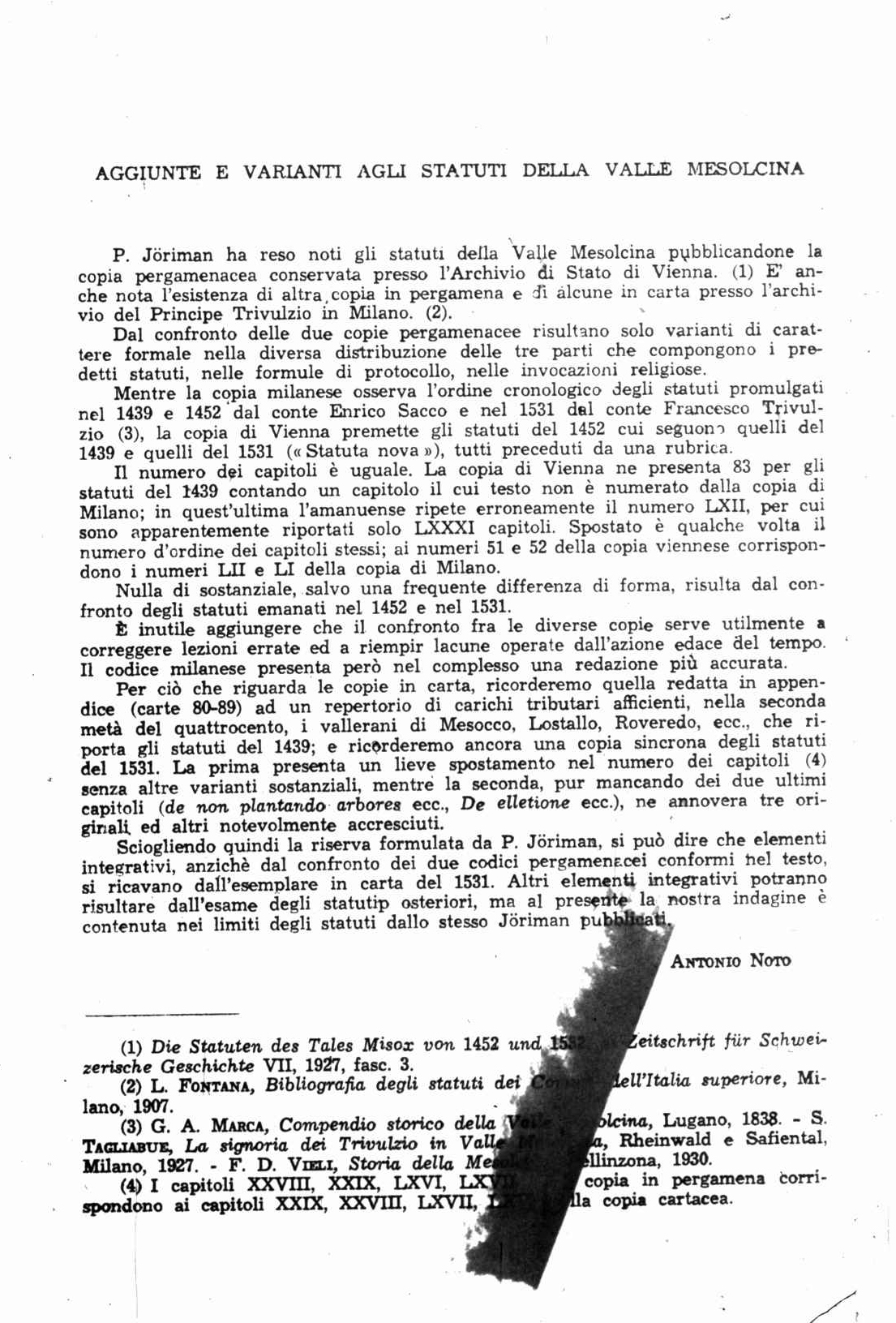
Antonio Noto, Statuta et capitula vallis Mexolcinae, 1942

Fin dal Medioevo la Diocesi di Coira prese il controllo del passo del San Bernardino includendo la valle Mesolcina, che quindi si orientò politicamente verso il Nord delle Alpi anziché verso la Lombardia.
La nobile famiglia de Sacco, residente nel castello di Mesocco e successivamente vassalli del Ducato di Milano, detenne la signoria sulla valle dal XII secolo fino al 1480, quando il conte Giovanni Pietro de Sacco vendette la signoria a Gian Giacomo Trivulzio. Questi fu signore della valle con successore suo figlio Gian Francesco, da cui i mesolcinesi si riscattarono del 1549. Ma già prima gli abitanti di Soazza e Mesocco entrarono a far parte della Lega Grigia e precisamente nel 1480, mentre il resto della valle segui a partire dal 4 agosto del 1496. Da allora il destino della valle seguì quello dell'attuale Canton Grigioni.
Nel 1851 venne creato il distretto della Moesa comprendente anche la Valle Calanca.
Dal 1907 al 2013 la valle è stata servita dalla ferrovia Bellinzona-Mesocco.

## Geografia

### Orografia

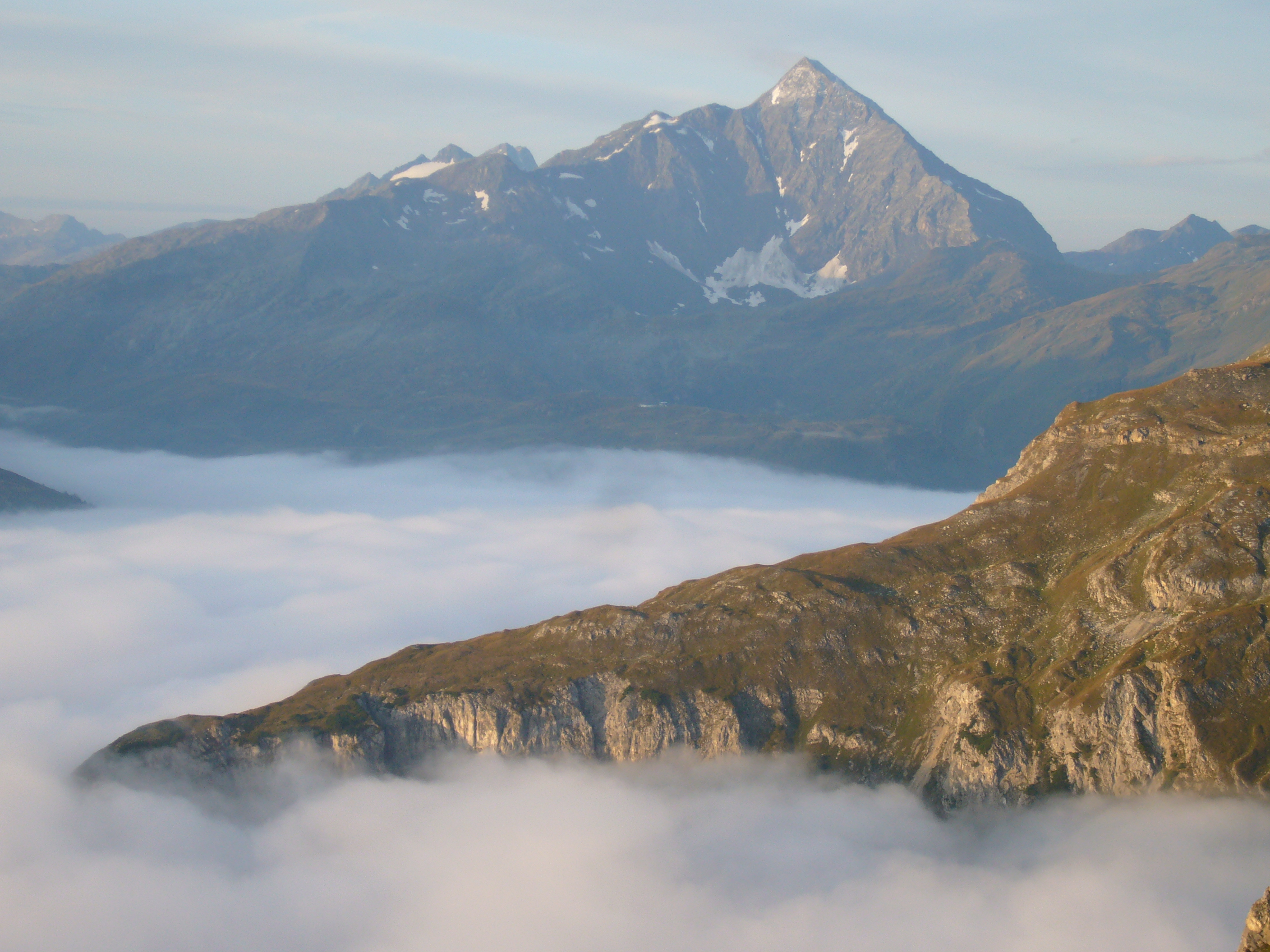
Pizzo Tambò

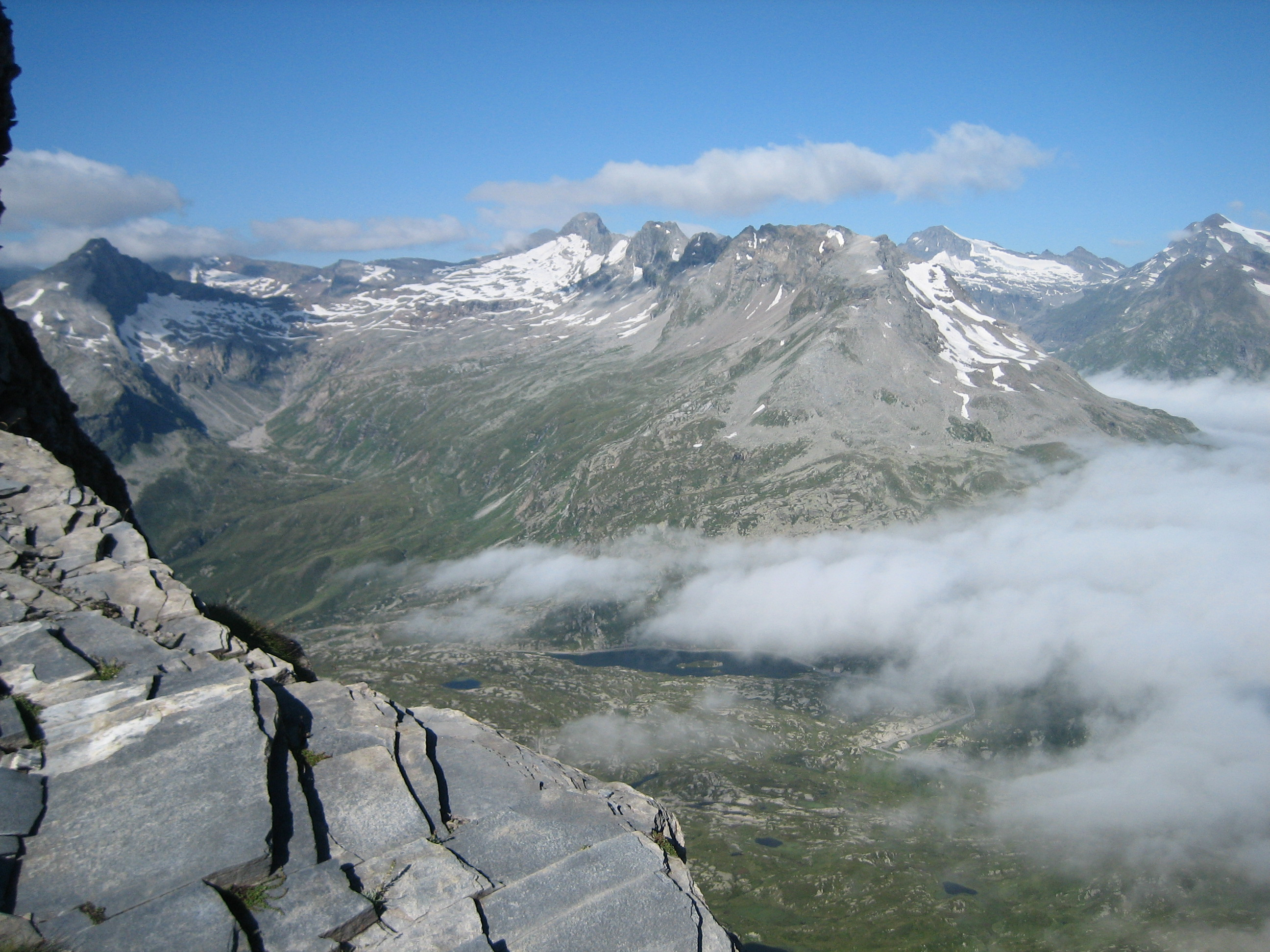
Pizzo Zapport

Dal punto di vista orografico la valle si trova nelle Alpi dell'Adula (sottosezione delle Alpi Lepontine).
I monti principali che contornano la valle sono:
- Pizzo Tambò - 3.276 m - Comune di Mesocco
- Pizzo Zapport - 3.152 m - Comune di Mesocco
- Pizzo Quadro - 3.015 m - Comune di Mesocco
- Pizzo Ferré - 3.104 m - Comune di Mesocco
- Pizzo Lumbreida - 2.983 m - Comune di Mesocco
- Cima di Barna - 2.862 m - Comune di Mesocco
- Pizzo Curciusa - 2.853 m - Comune di Mesocco
- Pizzo Uccello - 2.719 m - Comune di Mesocco
- I Rodond - 2.829 m - Comune di Mesocco
- Piz de Groven - 2.694 m - Comune di Lostallo
- Pizzo Paglia - 2.550 m - Comune di Grono
- Cima di Marmontána - Comune di Roveredo GR

## Amministrazione
La valle Mesolcina nella sua parte grigionese conta circa 6.800 abitanti (dati del 2004) suddivisi in 7 comuni. La stessa è suddivisa in due circoli.
- Circolo di Roveredo che comprende i comuni di Cama, Grono, Roveredo e San Vittore.
- Circolo di Mesocco che comprende i comuni di Lostallo, Soazza e Mesocco.

La valle Mesolcina è pure un importante asse di transito nord-sud, infatti è l'unica alternativa al Gottardo in inverno (in estate si aggiunge il Lucomagno) per passare in via diretta dal Ticino all'Europa tedescofona.
Il fiume che percorre la valle, nascendo alle pendici del San Bernardino, si chiama Moesa. La Moesa va ad affluire nel fiume Ticino all'altezza del comune di Arbedo-Castione.

## Religione cristiana
La maggior parte della popolazione aderisce al cattolicesimo romano, ma vi è una significativa presenza protestante che fa capo ad una comunità riformata situata a Grono ed aderente alla Chiesa evangelica riformata del Canton Grigioni.